# Inglés nigeriano

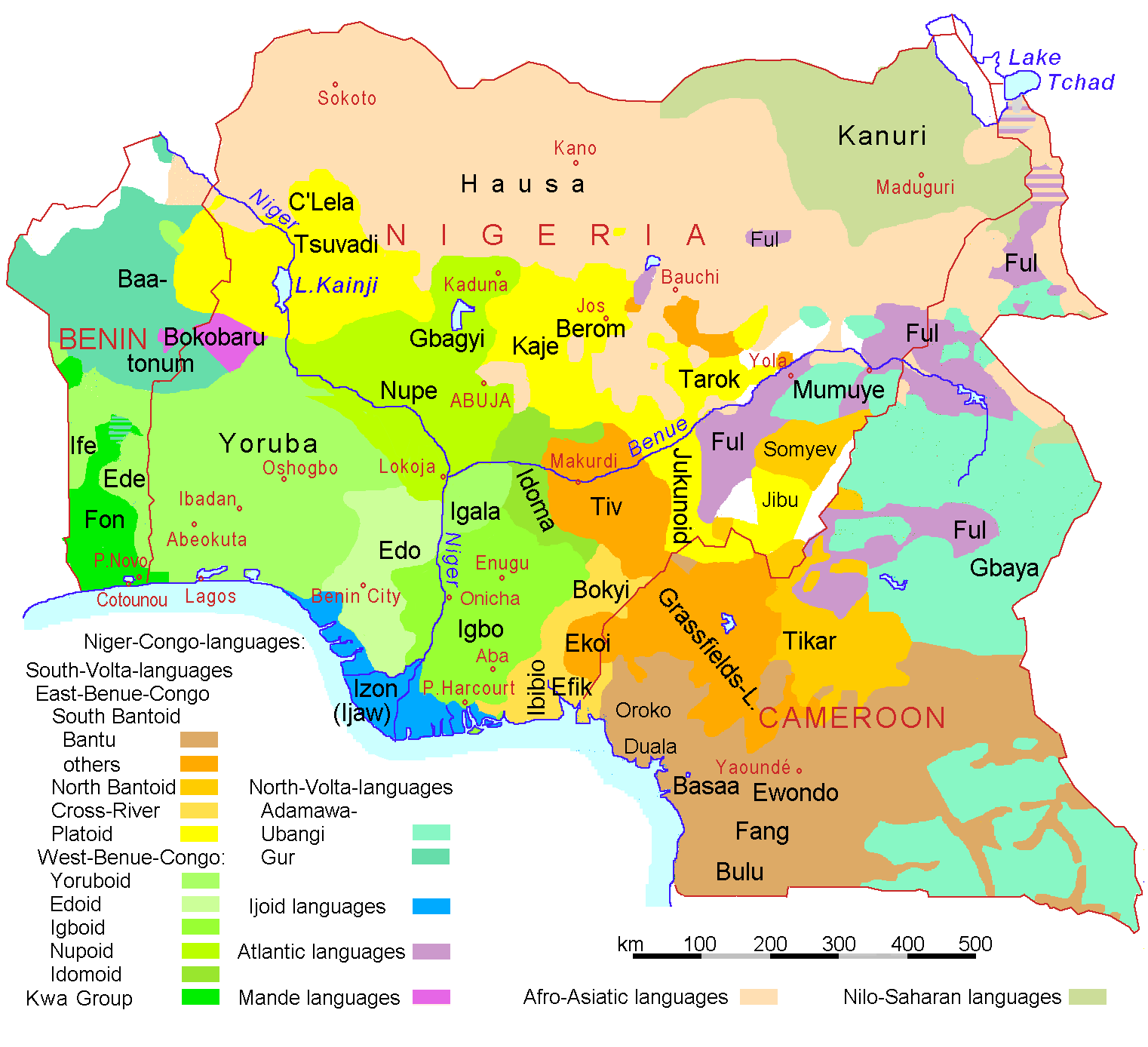
En Nigeria se hablan más de 525 lenguas nativas pero la lengua más hablada es el inglés

El inglés nigeriano, también conocido como inglés estándar nigeriano, es un dialecto del inglés hablado en Nigeria. Basado en el inglés británico, el dialecto contiene varios préstamos y colocaciones de las lenguas nativas de Nigeria, debido a la necesidad de expresar conceptos específicos de la cultura de la nación (por ejemplo, esposa mayor). 
El pidgin nigeriano, un pidgin derivado del inglés, se usa principalmente en conversaciones informales, pero el inglés estándar nigeriano se usa en política, educación formal, medios de comunicación y otros usos oficiales.

## Estatus
El pidgin nigeriano se utiliza habitualmente en todo el país, pero no se le ha concedido estatus oficial. El pidgin rompe la barrera de comunicación entre diferentes grupos étnicos y se habla ampliamente en toda Nigeria. 
En 2011, Google lanzó una interfaz de búsqueda en Pidgin. En 2017, la BBC inició BBC News Pidgin para brindar servicios en Pidgin.